# Willem Eduard Bok
Willem Eduard Bok (Den Burg, 28 juni 1846 - Johannesburg, 1 november 1904) was een Nederlands-Zuid-Afrikaans staatsman die als eerste staatssecretaris van de Zuid-Afrikaansche Republiek diende van 1880 tot 1889. De stad Boksburg is naar hem vernoemd.

## Biografie
Bok was  een telg uit het geslacht Bok en vestigde zich op aanzoek van president Thomas François Burgers in 1876 in Pretoria, waar hij bevriend raakte met de latere president Paul Kruger. Hij trad op als secretaris van verschillende Volksraadcommissies en de onderhandelingen met Theophilus Shepstone in 1877 die leidden tot de annexatie van Transvaal. Hierna diende hij als secretaris van Krugers beide deputaties naar Engeland en tijdens de Eerste Boerenoorlog werd hij de eerste staatssecretaris van de herrezen republiek. In 1889 werd hij vervangen door de Nederlandse staatsprocureur Willem Johannes Leyds en werd Bok notulenhouder van de Uitvoerende Raad. Van 1892 tot aan het uitbreken van de Tweede Boerenoorlog diende hij als regeringscommissaris in het gezondheidscomité van Johannesburg, waar hij in 1904 overleed.